# Hyron Spinrad
Hyron Spinrad (* 17. Februar 1934 in New York City; † 7. Dezember 2015) war ein US-amerikanischer Astronom.
Spinrad studierte an der University of California, Berkeley, an der er 1961 promoviert wurde über Sternpopulationen in Galaxienkernen. Danach war er Senior Scientist am Jet Propulsion Laboratory, bevor er 1964 Assistant Professor und 1968 Professor für Astronomie in Berkeley wurde.
Spinrad befasste sich am Jet Propulsion Laboratory mit der Erforschung der Atmosphäre von Planeten des Sonnensystems und entdeckte dabei 1963 Wasserdampf in der Marsatmosphäre und bestimmte deren Kohlendioxidgehalt.
In den 1970er Jahren erforschte er Galaxien aus dem dritten Cambridge Katalog von Radioquellen mit hoher Rotverschiebung und entdeckte dabei 1975 als Erster Galaxien mit Rotverschiebung z > 1. Er fand auch, dass es damals ({\displaystyle z\approx 1}) erheblich mehr (Faktor {\displaystyle 10^{2}}) Radiogalaxien gab als heute.
1986 erhielt er den Dannie-Heineman-Preis für Astrophysik. 1991 wurde der Asteroid des äußeren Hauptgürtels (3207) Spinrad nach ihm benannt.  Er war seit 1988 Mitglied der National Academy of Sciences.